# Acraea orina
Acraea orina är en fjärilsart som beskrevs av William Chapman Hewitson 1874. Acraea orina ingår i släktet Acraea och familjen praktfjärilar. Inga underarter finns listade i Catalogue of Life.

## Bildgalleri

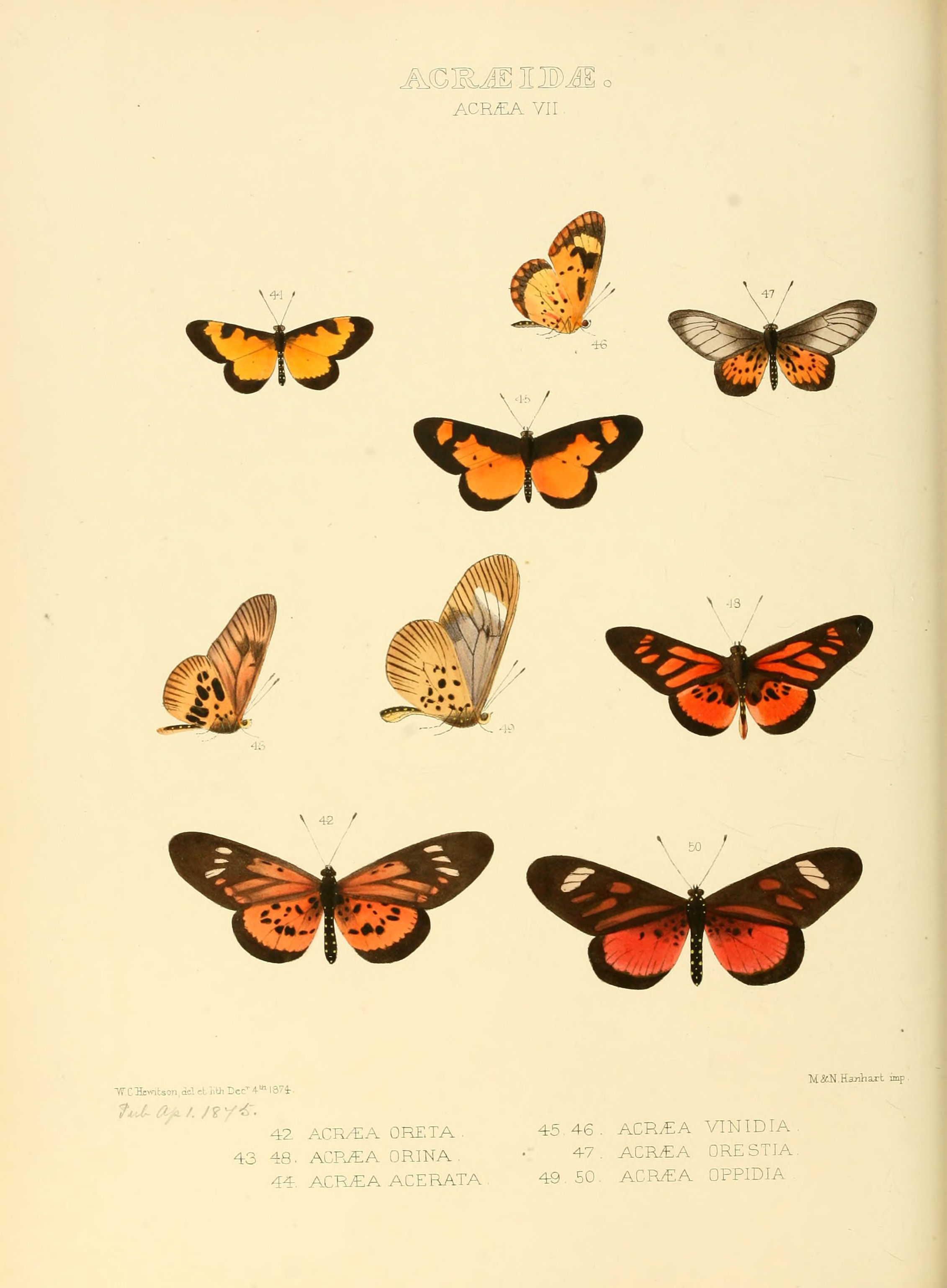